# Siegfried Günther (Admiral)
Siegfried Günther (* 7. Februar 1933 in Neugersdorf; † 2019) war ein deutscher Flottillenadmiral der Deutschen Marine der Bundeswehr.

## Leben
Günther trat am 15. März 1953 in den Seegrenzschutz als Offizieranwärter ein. Im Juli 1956 wurde er in die Bundeswehr übernommen und durchlief die Ausbildung zum Seeoffizier in der Crew I/56. Von Januar bis Juli 1963 war er Ausbilder madegassischer Polizeischüler. Als Korvettenkapitän nahm Günther von 1966 bis 1968 am 8. Admiralstabslehrgang an der Führungsakademie der Bundeswehr in Hamburg teil. Von September 1971 bis Juni 1974 war er Kommandeur des 7. Schnellbootgeschwaders. Später wurde er als Flottillenadmiral ab 1. April 1988 Abteilungsleiter und später zusätzlich Dienstältester Deutscher Offizier bei der deutschen NATO-Vertretung in Brüssel und ging Ende März 1991 aus dieser Position in den Ruhestand.
Günther ist verheiratet und hat drei Kinder.

## Auszeichnungen
- Ritter des Nationalordens der Republik Madagaskar (6. August 1964)
- Verdienstkreuz am Bande de Verdienstordens der Bundesrepublik Deutschlands (10. September 1990)